# Anatol' Bujal'ski
Anatol' Sjarheevič Bujal'ski (in bielorusso Анатоль Сяргеевіч Буяльскі?; Minsk, 15 dicembre 1959) è un allenatore di pallacanestro bielorusso, fino al 1991 sovietico.

## Carriera
Ha guidato la Bielorussia a due edizioni dei Giochi olimpici (Pechino 2008, Rio de Janeiro 2016), ai Campionati mondiali del 2010 e a tre edizioni dei Campionati europei (2007, 2009, 2011).